# Amazon Relational Database Service
Amazon Relational Database Service (o Amazon RDS) és un servei de bases de dades relacionals distribuït per Amazon Web Services (AWS). És un servei web que s'executa "al núvol" dissenyat per simplificar la configuració, el funcionament i l'escalat d'una base de dades relacional per utilitzar-la en aplicacions. Els processos d'administració com l'aplicació de pedaços al programari de la base de dades, la còpia de seguretat de les bases de dades i l'habilitació de la recuperació puntual es gestionen automàticament. L'escalat d'emmagatzematge i recursos de càlcul es pot realitzar mitjançant una única trucada d'API al pla de control d'AWS sota demanda. AWS no ofereix una connexió SSH a la màquina virtual subjacent com a part del servei gestionat.

## Història
Amazon RDS es va llançar per primera vegada el 26 d'octubre de 2009, compatible amb bases de dades MySQL. Això va ser seguit pel suport per a Oracle Database el juny de 2011, Microsoft SQL Server el maig de 2012, PostgreSQL el novembre de 2013, i MariaDB (una bifurcació de MySQL) l'octubre de 2015, i 80 funcions addicionals durant el 2017.
El novembre de 2014 AWS va anunciar Amazon Aurora, una base de dades compatible amb MySQL que ofereix una alta disponibilitat i rendiment millorats, i l'octubre de 2017 es va llançar una oferta de bases de dades compatible amb PostgreSQL.
El març de 2019, AWS va anunciar el suport de PostgreSQL 11 a RDS, cinc mesos després del llançament oficial.

## Característiques
Les noves instàncies de base de dades es poden llançar des de la Consola de gestió d'AWS o mitjançant les API d'Amazon RDS. Amazon RDS ofereix diferents funcions per donar suport a diferents casos d'ús. Algunes de les característiques principals són:

### Desplegament de la zona de disponibilitat múltiple (AZ)
El maig de 2010, Amazon va anunciar el suport per al desplegament de la zona de disponibilitat múltiple. La zona de disponibilitat múltiple (AZ) d'Amazon RDS permet als usuaris subministrar i mantenir automàticament una rèplica "en espera" física o lògica síncrona, en funció del motor de base de dades, en una zona de disponibilitat diferent (infraestructura independent en una ubicació físicament separada). La instància de base de dades Multi-AZ es pot desenvolupar en el moment de la creació o modificar-la per executar-se com a desplegament Multi-AZ més tard. Els desplegaments multi-AZ tenen com a objectiu proporcionar una disponibilitat millorada i una durabilitat de les dades per a instàncies de MySQL, MariaDB, Oracle, PostgreSQL i SQL Server i estan dirigides a entorns de producció. En cas de manteniment planificat de la base de dades o interrupció no planificada del servei, Amazon RDS passa automàticament per error al mode d'espera actualitzat, permetent que les operacions de la base de dades es reprendran sense intervenció administrativa.
Les instàncies RDS multi-AZ són opcionals i tenen un cost associat. Quan es crea una instància RDS, se li pregunta a l'usuari si vol utilitzar una instància RDS Multi-AZ. En els desplegaments de RDS Multi-AZ, les còpies de seguretat es fan a la instància d'espera, de manera que l'activitat d'E/S no es suspèn en cap moment, però els usuaris poden experimentar latències elevades durant uns minuts durant les còpies de seguretat.

### Llegir rèpliques
Les rèpliques de lectura permeten diferents casos d'ús, com ara l'escalada per a càrregues de treball de bases de dades pesades en lectura. Hi ha fins a cinc rèpliques disponibles per a MySQL, MariaDB i PostgreSQL. Les instàncies utilitzen la funcionalitat de replicació asíncrona nativa dels seus respectius motors de bases de dades. No tenen còpies de seguretat configurades per defecte i són accessibles i es poden utilitzar per a l'escala de lectura. Les rèpliques de lectura de MySQL i MariaDB es poden tornar a escriure des de l'octubre de 2012; Les rèpliques de lectura de PostgreSQL no ho admeten. Les rèpliques es fan a nivell d'instància de base de dades i no admeten la rèplica a nivell de base de dades o taula.

### Mètriques de rendiment i seguiment
Les mètriques de rendiment d'Amazon RDS estan disponibles a la Consola de gestió d'AWS o a l'API d'Amazon CloudWatch. El desembre de 2015, Amazon va anunciar una funció de monitorització millorada opcional que proporciona un conjunt ampliat de mètriques per als motors de bases de dades MySQL, MariaDB i Aurora.

### Costos RDS
Les instàncies d'Amazon RDS tenen un preu molt similar al d'Amazon Elastic Compute Cloud (EC2). RDS es cobra per hora i es presenta en dos paquets: Instàncies de base de dades sota demanda i Instàncies de base de dades reservades. Les instàncies a la carta tenen un ritme d'ús constant per hora. Les instàncies RDS reservades s'ofereixen en termes d'1 i 3 anys i inclouen opcions de pagament sense avançat, parcialment per avançat i totalment anticipat. Actualment, AWS no ofereix una reserva de 3 anys amb una opció de pagament "no per avançat".
A part del cost horari d'execució de la instància RDS, als usuaris se'ls cobra per la quantitat d'emmagatzematge subministrat, les transferències de dades i les operacions d'entrada i sortida realitzades. AWS ha introduït Provisioned Input and Output Operations, en què l'usuari pot definir quantes IO per segon requereix la seva aplicació. IOPS pot contribuir significativament al cost total d'execució de la instància RDS.
Amazon RDS també té una opció Aurora Serverless. La unitat de preus sense servidor és de dòlars per hora ACU. ACU significa "Límit de capacitat d'Aurora". Aquesta opció està dissenyada per als clients que necessiten escalar de manera espectacular les càrregues de treball.
Com a part del nivell gratuït d'AWS, el nivell gratuït d'Amazon RDS ajuda els nous clients d'AWS a començar amb un servei de bases de dades gestionades al núvol de manera gratuïta. Podeu utilitzar el nivell gratuït d'Amazon RDS per desenvolupar aplicacions noves, provar aplicacions existents o simplement obtenir experiència pràctica amb Amazon RDS.

### Còpies de seguretat automàtiques
Amazon RDS crea i desa còpies de seguretat automatitzades de les instàncies de base de dades RDS. La primera instantània d'una instància de base de dades conté les dades de la instància de base de dades completa i les instantànies posteriors són incrementals, el període de retenció màxim és de 35 dies. A les implementacions Multi-AZ RDS, les còpies de seguretat es fan a la instància d'espera, de manera que l'activitat d'E/S no es suspèn durant cap període, però és possible que experimenteu latències elevades durant uns minuts durant les còpies de seguretat.

### Funcionament
Les instàncies de la base de dades es poden gestionar des de l'AWS Management Console, utilitzant les API d'Amazon RDS i amb l'AWS CLI. Des de l'1 de juny de 2017, podeu aturar les instàncies d'AWS RDS des d'AWS Management Console o AWS CLI durant 7 dies alhora. Després de 7 dies, s'iniciarà automàticament, i des de setembre de 2018 les instàncies RDS es poden protegir de la supressió accidental. S'admet augmentar l'espai de base de dades, però no reduir l'espai assignat. A més, hi ha almenys un període de sis hores en què no es pot fer una nova assignació.

## Tipus d'instàncies de bases de dades
A partir de l'agost de 2020, Amazon RDS admet 82 tipus d'instàncies de base de dades per admetre diferents tipus de càrregues de treball:
- Finalitat general: 31 instàncies
- Memòria optimitzada: 33 instàncies
- Generació anterior: 18 instàncies